# Boris Vallejo
Boris Vallejo est un illustrateur américain d'origine péruvienne, né le 8 janvier 1941. Il est particulièrement connu pour ses œuvres dépeignant des mondes fantastiques où s'affrontent de musculeux guerriers antiques, d'hideuses créatures semi-humanoïdes, des dragons de toutes sortes et de voluptueuses princesses dénudées.

## Biographie
Boris Vallejo est né à Lima, au Pérou. Après une enfance où il fut tenté par une carrière musicale (il apprit le violon durant 7 ans), puis plus tard par la médecine (il passa 2 ans à la Faculté), il intègre finalement l’École des Beaux-arts, où il se fera très vite remarquer par un style et un talent hors normes.
Il décide d'émigrer aux États-Unis en 1964, à l'âge de 23 ans, pour tenter sa chance à New York. Subsistant durant quelques années de petits métiers divers, sa véritable carrière commence lorsqu'il vend à une maison d'édition une toile représentant un guerrier se battant contre une créature de la mythologie grecque. La maison Marvel remarque immédiatement son style qui trouve la plénitude de son expression dans l'illustration de scènes d'heroic fantasy. Il illustrera ainsi de nombreuses couvertures de livres, des affiches de films (Barbarella, Knightriders, Épouvante sur New York), des pochettes de disques, des jaquettes de vidéo… En 1978, il publie L’Art fantastique de Boris Vallejo, qui lui permet d'être reconnu internationalement. 
Sa femme Julie Bell est aussi une artiste d’heroic fantasy (fantasy art) et ils travaillent souvent ensemble.

### Recueils d’illustrations
Source : « Bibliographie », sur Internet Speculative Fiction Database
- The Fantastic Art of Boris Vallejo (Del Rey/Ballantine, 1978)
- Boris: Book Two (Anaconda Press, 1979)
- Mirage (Del Rey/Ballantine, 1982) avec Doris Vallejo
- Fantasy Art Techniques (Arco Pub, 1985)
- The Boris Vallejo Portfolio (Paper Tiger, 1994)
- BV (Paper Tiger, 1994)
- Boris Vallejo’s 3D Magic (Paper Tiger, 1995)
- Collected Works (Friedlander Pub, 1997)
- Dreams: The Art of Boris Vallejo (Running Press, 1999)
- Ladies: Retold Tales of Goddesses and Heroines (Thunder’s Mouth Press, 1999)
- Titans: The Heroic Visions of Boris Vallejo and Julie Bell (Running Press, 2000) avec Julie Bell
- Superheroes (réédition de Titans, Thunder’s Mouth Press, 2000)
- Sketchbook: The Other Artwork of Boris Vallejo and Julie Bell (Running Press, 2001) avec Julie Bell
- Twin Visions: The Magical Art of Boris Vallejo and Julie Bell (Running Press, 2002)
- Boris Vallejo and Julie Bell: The Ultimate Collection (Harper Design, 2005) avec Julie Bell
- The Fabulous Women of Boris Vallejo and Julie Bell (Harper Design, 2006) avec David Palumbo, Anthony Palumbo et Julie Bell
- Imaginistix: Boris Vallejo and Julie Bell (Harper Design, 2007)
- Fantasy Workshop: A Practical Guide: The Painting Techniques of Boris Vallejo and Julie Bell (Running Press, 2008) avec Julie Bell
- Boris Vallejo and Julie Bell: The Ultimate Illustrations (Harper Design, 2009) avec Julie Bell
- Boris Vallejo and Julie Bell: Dreamland (Collins & Brown, 2014)

### Recueils de photographies
- Hindsight: Photographic Art of Boris Vallejo (Paper Tiger, 1998)
- The Fantasy of Flowers (Running Press, 2006) avec Julie Bell

## Distinctions
Boris Vallejo est lauréat du prix Inkpot en 1978.